# K League 1 2025
La K League 1 2025 es la 43.ª temporada de la división más alta del fútbol en Corea del Sur desde el establecimiento en 1983 como K-League y la octava temporada bajo el nombre K League 1.

## Formato
La temporada 2025 se divide en dos partes. Primero, hay 33 jornadas regulares en las cuales los 12 equipos juegan todos contra todos a tres vueltas (Jornada 1–33). Después un Hexagonal Final A y Final B, cada uno dividido con seis equipos con base en las posiciones en la temporada regular, en cada hexagonal jugarán todos contra todos a una vuelta final (Jornada 34–38).

## Ascensos y descensos
| Pos. | Descendido de la K League 1 2024 |
| ---- | -------------------------------- |
| 12.º | Incheon United                   |

| Pos. | Ascendido de la K League 2 2024 |
| ---- | ------------------------------- |
| 1.º  | Anyang                          |

## Equipos
| Club                   | Ciudad                | Entrenador      | Propietario                                                   |
| ---------------------- | --------------------- | --------------- | ------------------------------------------------------------- |
| FC Anyang              | Anyang                | Ryu Byeong-hoon | Gobierno de Anyang                                            |
| Daegu FC               | Daegu                 | Park Chang-hyun | Gobierno de Daegu                                             |
| Daejeon Hana Citizen   | Daejeon               | Hwang Sun-hong  | Fundación de Club de Fútbol de Grupo Hana financial           |
| Gangwon                | Chuncheon y Gangneung | Chung Kyung-ho  | Gobierno de Gangwon-do                                        |
| Gwangju FC             | Gwangju               | Lee Jung-hyo    | Gobierno de Gwangju Metropolitano                             |
| Jeju SK                | Jeju-do               | Kim Hak-bum     | SK Energy                                                     |
| Jeonbuk Hyundai Motors | Jeonbuk               | Gustavo Poyet   | Hyundai Motor Company                                         |
| Pohang Steelers        | Pohang, Gyeongbuk     | Park Tae-ha     | POSCO                                                         |
| FC Seúl                | Seúl                  | Kim Gi-dong     | GS Group                                                      |
| Gimcheon Sangmu        | Gimcheon              | Chung Jung-yong | Fuerzas Armadas de la República de Corea Gobierno de Gimcheon |
| Suwon FC               | Suwon, Gyeonggi       | Kim Eun-jung    | Gobierno de Suwon                                             |
| Ulsan HD               | Ulsan                 | Kim Pan-gon     | HD Hyundai                                                    |

### Estadios
| FC Anyang                     | Daegu FC            | Daejeon Hana Citizen           | Gangwon                                     | Gwangju                        | Jeju SK                      |
| ----------------------------- | ------------------- | ------------------------------ | ------------------------------------------- | ------------------------------ | ---------------------------- |
| Estadio de Anyang             | DGB Daegu Bank Park | Estadio Mundialista de Daejeon | Chuncheon Leports Town Estadio de Gangneung | Estadio Mundialista de Gwangju | Estadio Mundialista de Jeju  |
| Capacidad: 18 216             | Capacidad: 12 415   | Capacidad: 40 903              | Capacidad: 20 000 Capacidad: 22 333         | Capacidad: 40 248              | Capacidad: 35 657            |
|                               |                     |                                |                                             |                                |                              |
| Jeonbuk Hyundai Motors        | Pohang Steelers     | FC Seúl                        | Gimcheon Sangmu                             | Suwon FC                       | Ulsan HD                     |
| Estadio Mundialista de Jeonju | Estadio Steel Yard  | Estadio Mundialista de Seúl    | Estadio de Gimcheon                         | Estadio de Suwon               | Estadio Mundialista de Ulsan |
| Capacidad: 42 477             | Capacidad: 17 443   | Capacidad: 66 704              | Capacidad: 25 000                           | Capacidad: 11 808              | Capacidad: 44 102            |
|                               |                     |                                |                                             |                                |                              |

## Desarrollo

### Clasificación
Actualizado 17 de agosto de 2025.
| Pos. | Equipo                 | Pts. | PJ | G  | E  | P  | GF | GC | Dif. | Clasificación 2025-26                      |
| ---- | ---------------------- | ---- | -- | -- | -- | -- | -- | -- | ---- | ------------------------------------------ |
| 1    | Jeonbuk Hyundai Motors | 60   | 26 | 18 | 6  | 2  | 48 | 20 | +28  | Fase de liga de la Liga de Campeones Élite |
| 2    | Gimcheon Sangmu        | 43   | 26 | 12 | 7  | 7  | 40 | 26 | +14  |                                            |
| 3    | Daejeon Hana Citizen   | 42   | 26 | 11 | 9  | 6  | 35 | 32 | +3   | Play-offs de la Liga de Campeones Élite    |
| 4    | Pohang Steelers        | 41   | 26 | 12 | 5  | 9  | 32 | 34 | −2   | Fase de grupos de la Liga de Campeones 2   |
| 5    | F. C. Seúl             | 37   | 26 | 9  | 10 | 7  | 31 | 31 | 0    |                                            |
| 6    | Gwangju                | 35   | 26 | 9  | 8  | 9  | 27 | 29 | −2   |                                            |
| 7    | Ulsan HD               | 34   | 26 | 9  | 7  | 10 | 33 | 33 | 0    |                                            |
| 8    | Gangwon                | 32   | 26 | 8  | 8  | 10 | 24 | 30 | −6   |                                            |
| 9    | Suwon F. C.            | 31   | 26 | 8  | 7  | 11 | 37 | 37 | 0    |                                            |
| 10   | Jeju SK                | 30   | 26 | 8  | 6  | 12 | 27 | 33 | −6   | Play-offs de descenso                      |
| 11   | Anyang                 | 27   | 26 | 8  | 3  | 15 | 30 | 35 | −5   | Play-offs de descenso                      |
| 12   | Daegu                  | 15   | 26 | 3  | 6  | 17 | 26 | 50 | −24  | Descenso a K League 2                      |

 Fuente: K League
Criterios de clasificación: 1) Puntos; 2) Goles a favor; 3) Diferencia de goles; 4) Número de victorias; 5) Puntos en enfrentamientos directos; 6) Play-off.
Notas:
1. ↑  Los equipos fueron divididos en dos grupos (Final A y Final B) después de que cada uno jugó 33 partidos.
2. ↑  Gimcheon Sangmu por ser un equipo militar y no fue elegible para representar a Corea del Sur en las competiciones de clubes de la AFC.

### Evolución de la clasificación
| Ulsan HD        | 10 | 7  | 3  | 2   | 2   | 4  | 5^ | 3^  | 5^  | 4^ | 4^ | 3^ | 3^ | 3^ | 3^ | 3^ | 3^ | 3^ | 4  | 5*  | 6*  | 7*  | 7*  | 7  | 6  | 7  |    |    |    |    |   |
| Gimcheon        | 8  | 4  | 6  | 3   | 3   | 2  | 2  | 2   | 4   | 3  | 3  | 4  | 4  | 4  | 4  | 5  | 5  | 4  | 3  | 3   | 3   | 3   | 3   | 2  | 3  | 2  |    |    |    |    |   |
| Gangwon         | 8  | 6  | 8  | 5   | 6   | 10 | 11 | 8   | 7   | 9  | 8  | 6  | 8  | 8  | 7  | 8  | 9  | 10 | 10 | 8   | 8   | 8   | 9   | 8  | 8  | 8  |    |    |    |    |   |
| Pohang          | 12 | 12 | 12 | 12* | 12* | 6  | 7  | 7   | 9   | 7  | 7  | 8  | 5  | 6  | 5  | 4  | 4  | 5  | 5  | 4   | 4   | 5   | 5   | 5  | 4  | 4  |    |    |    |    |   |
| Seúl            | 11 | 9  | 9  | 7   | 4   | 3  | 3  | 5   | 6   | 8  | 9  | 9  | 9  | 7  | 8  | 7  | 7  | 6  | 7  | 6   | 7   | 4   | 4   | 4  | 5  | 5  |    |    |    |    |   |
| Suwon           | 6  | 11 | 11 | 11  | 11  | 12 | 12 | 12  | 12  | 12 | 12 | 11 | 12 | 10 | 10 | 11 | 11 | 11 | 11 | 11* | 11* | 11* | 11* | 10 | 10 | 9  |    |    |    |    |   |
| Gwangju         | 6  | 10 | 4  | 6*  | 8*  | 8  | 6  | 4^  | 2^  | 5  | 5  | 5  | 6  | 5  | 6  | 6  | 6  | 8  | 6  | 7   | 5   | 6   | 6   | 6  | 7  | 6  |    |    |    |    |   |
| Jeju SK         | 2  | 3  | 5  | 8   | 10  | 9  | 10 | 10  | 10  | 10 | 10 | 10 | 11 | 11 | 11 | 10 | 10 | 9  | 9  | 10  | 10  | 9   | 8   | 9  | 9  | 10 |    |    |    |    |   |
| Daegu           | 3  | 1  | 1  | 4   | 5   | 7  | 9  | 11^ | 11^ | 11 | 11 | 12 | 10 | 12 | 12 | 12 | 12 | 12 | 12 | 12  | 12  | 12  | 12  | 12 | 12 | 12 | 12 | 12 | 12 | 12 |   |
| Jeonbuk Hyundai | 3  | 2  | 6  | 8   | 9   | 5  | 4  | 6   | 3   | 2  | 2  | 2  | 2  | 2  | 2  | 1  | 1  | 1  | 1  | 1   | 1   | 1   | 1   | 1  | 1  | 1  | 1  | 1  | 1  | 1  | 1 |
| Daejeon Hana    | 1  | 5  | 2  | 1   | 1   | 1  | 1^ | 1^  | 1^  | 1^ | 1^ | 1^ | 1^ | 1^ | 1^ | 2^ | 2^ | 2  | 2  | 2   | 2   | 2   | 2   | 3  | 2  | 3  |    |    |    |    |   |
| Anyang          | 5  | 8  | 10 | 10  | 7   | 11 | 8  | 9   | 8   | 6^ | 6^ | 7^ | 7^ | 9^ | 9^ | 9^ | 8^ | 7^ | 8  | 9   | 9   | 10  | 10  | 11 | 11 | 11 |    |    |    |    |   |

| Equipo | 34 | 35 | 36 | 37 | 38 |
| ------ | -- | -- | -- | -- | -- |

| Equipo | 34 | 35 | 36 | 37 | 38 |
| ------ | -- | -- | -- | -- | -- |

Nota: 
 - (*) Indica la posición del equipo con uno o varios partidos pendientes. 
 - (^)  Indica la posición del equipo con uno o varios partidos adelantados.

## Resultados
Los horarios corresponden al huso horario de Corea del Sur: UTC+9 en horario estándar.

### Fixture
| Pohang Steelers        | 0 – 3 | Daejeon Hana Citizen | Pohang Steel Yard      | 15 de febrero | 13:00 | 10.519 | LEE Dong-jun    |  |  |
| Jeju SK                | 2 – 0 | F. C. Seúl           | Mundialista de Jeju    | 15 de febrero | 15:30 | 11.049 | CHOI Gwang-ho   |  |  |
| Gwangju                | 0 – 0 | Suwon F. C.          | Mundialista de Gwangju | 15 de febrero | 16:30 | 4.690  | PARK Byeong-jin |  |  |
| Ulsan HD               | 0 – 1 | Anyang               | Ulsan Munsu            | 16 de febrero | 14:00 | 18.718 | KIM Yong-woo    |  |  |
| Jeonbuk Hyundai Motors | 2 – 1 | Gimcheon Sangmu      | Mundialista de Jeonju  | 16 de febrero | 16:30 | 19.619 | SHIN Yong-jun   |  |  |
| Daegu                  | 2 – 1 | Gangwon              | Daegu iM Bank Park     | 16 de febrero | 16:30 | 12.240 | SEOL Tae-hwan   |  |  |

| Jeju SK                | 2 – 3 | Gimcheon Sangmu | Mundialista de Jeju           | 22 de febrero | 14:00 | 5.733  | KIM Woo-sung    |  |  |
| F. C. Seúl             | 2 – 1 | Anyang          | Mundialista de Seúl           | 22 de febrero | 16:30 | 41.415 | KO Hyung-jin    |  |  |
| Daegu                  | 3 – 1 | Suwon F. C.     | iM Bank Park                  | 22 de febrero | 16:30 | 12.098 | KIM Dae-yong    |  |  |
| Daejeon Hana Citizen   | 0 – 2 | Ulsan HD        | Mundialista de Daejeon        | 23 de febrero | 14:00 | 19.628 | KIM Jong-hyeok  |  |  |
| Jeonbuk Hyundai Motors | 2 – 2 | Gwangju         | Mundialista de Jeonju         | 23 de febrero | 16:30 | 15.393 | CHAE Sang-hyeop |  |  |
| Gangwon                | 2 – 1 | Pohang Steelers | Chuncheon Song-am Sports Town | 23 de febrero | 16:30 | 6.539  | SONG Min-seok   |  |  |

| Ulsan HD             | 1 – 0 | Jeonbuk Hyundai Motors | Ulsan Munsu                   | 1 de marzo | 14:00 | 26.317 | KIM Woo-sung  |  |  |
| Pohang Steelers      | 0 – 0 | Daegu                  | Pohang Steel Yard             | 1 de marzo | 16:30 | 11.207 | KIM Yong-woo  |  |  |
| Gwangju              | 2 – 1 | Anyang                 | Mundialista de Gwangju        | 1 de marzo | 16:30 | 3.319  | SHIN Yong-jun |  |  |
| Daejeon Hana Citizen | 1 – 0 | Suwon F. C.            | Mundialista de Daejeon        | 2 de marzo | 14:00 | 7.220  | CHOI Gwang-ho |  |  |
| Gangwon              | 0 – 0 | Jeju SK                | Chuncheon Song-am Sports Town | 2 de marzo | 16:30 | 5.009  | LEE Dong-jun  |  |  |
| F. C. Seúl           | 0 – 0 | Gimcheon Sangmu        | Mundialista de Seúl           | 3 de marzo | 14:00 | 24.889 | SEOL Tae-hwan |  |  |

| Suwon F. C.            | 0 – 0 | F. C. Seúl           | Estadio de Suwon       | 8 de marzo  | 14:00 | 8.661  | CHAE Sang-hyeop |  |  |
| Daegu                  | 1 – 2 | Daejeon Hana Citizen | iM Bank Park           | 8 de marzo  | 16:30 | 12.168 | KO Hyung-jin    |  |  |
| Anyang                 | 1 – 3 | Gimcheon Sangmu      | Estadio de Anyang      | 8 de marzo  | 16:30 | 13.579 | KIM Dae-yong    |  |  |
| Ulsan HD               | 2 – 0 | Jeju SK              | Ulsan Munsu            | 9 de marzo  | 14:00 | 16.749 | SONG Min-seok   |  |  |
| Jeonbuk Hyundai Motors | 0 – 1 | Gangwon              | Mundialista de Jeonju  | 9 de marzo  | 16:30 | 14.090 | KIM Jong-hyeok  |  |  |
| Gwangju                | 2 – 3 | Pohang Steelers      | Mundialista de Gwangju | 22 de marzo | 16:30 | 4.544  | PARK Byeong-jin |  |  |

| Jeju SK                | 1 – 3 | Daejeon Hana Citizen | Mundialista de Jeju           | 15 de marzo | 14:00 | 4.561  | SEOL Tae-hwan |  |  |
| Gangwon                | 0 – 1 | F. C. Seúl           | Chuncheon Song-am Sports Town | 15 de marzo | 16:30 | 10.231 | SHIN Yong-jun |  |  |
| Daegu                  | 0 – 1 | Anyang               | iM Bank Park                  | 15 de marzo | 16:30 | 12.183 | KIM Woo-sung  |  |  |
| Suwon F. C.            | 1 – 1 | Ulsan HD             | Estadio de Suwon              | 16 de marzo | 14:00 | 5.557  | KIM Yong-woo  |  |  |
| Gimcheon Sangmu        | 0 – 0 | Gwangju              | Estadio de Gimcheon           | 16 de marzo | 16:30 | 3.193  | LEE Dong-jun  |  |  |
| Jeonbuk Hyundai Motors | 2 – 2 | Pohang Steelers      | Mundialista de Jeonju         | 16 de marzo | 16:30 | 10.442 | KO Hyung-jin  |  |  |

| F. C. Seúl           | 3 – 2 | Daegu                  | Mundialista de Seúl    | 29 de marzo | 14:00 | 25.258 | KIM Jong-hyeok  |  |  |
| Pohang Steelers      | 1 – 0 | Ulsan HD               | Pohang Steel Yard      | 29 de marzo | 16:30 | 12.565 | KIM Dae-yong    |  |  |
| Daejeon Hana Citizen | 1 – 1 | Gwangju                | Mundialista de Daejeon | 29 de marzo | 16:30 | 11.469 | SONG Min-seok   |  |  |
| Jeju SK              | 1 – 0 | Suwon F. C.            | Mundialista de Jeju    | 30 de marzo | 14:00 | 10.778 | KO Hyung-jin    |  |  |
| Gimcheon Sangmu      | 1 – 0 | Gangwon                | Estadio de Gimcheon    | 30 de marzo | 16:30 | 2.026  | PARK Byeong-jin |  |  |
| Anyang               | 0 – 1 | Jeonbuk Hyundai Motors | Estadio de Anyang      | 30 de marzo | 16:30 | 10.031 | CHAE Sang-hyeop |  |  |

| Ulsan HD             | 0 – 0 | F. C. Seúl             | Ulsan Munsu            | 5 de abril | 14:00 | 20.358 | KO Hyung-jin   |  |  |
| Gimcheon Sangmu      | 2 – 0 | Daegu                  | Estadio de Gimcheon    | 5 de abril | 16:30 | 3.740  | KIM Yong-woo   |  |  |
| Daejeon Hana Citizen | 0 – 2 | Jeonbuk Hyundai Motors | Mundialista de Daejeon | 5 de abril | 16:30 | 14.622 | LEE Dong-jun   |  |  |
| Suwon F. C.          | 1 – 1 | Pohang Steelers        | Estadio de Suwon       | 5 de abril | 19:00 | 2.924  | KIM Jong-hyeok |  |  |
| Anyang               | 2 – 0 | Gangwon                | Estadio de Anyang      | 6 de abril | 16:30 | 8.127  | SEOL Tae-hwan  |  |  |
| Gwangju              | 1 – 0 | Jeju SK                | Mundialista de Gwangju | 6 de abril | 16:30 | 3.858  | SHIN Yong-jun  |  |  |

| Suwon F. C.            | 3 – 2 | Gimcheon Sangmu      | Estadio de Suwon              | 12 de abril | 14:00 | 2.066  | KO Hyung-jin    |  |  |
| F. C. Seúl             | 2 – 2 | Daejeon Hana Citizen | Mundialista de Seúl           | 12 de abril | 16:30 | 20.284 | SONG Min-seok   |  |  |
| Pohang Steelers        | 2 – 1 | Anyang               | Pohang Steel Yard             | 12 de abril | 16:30 | 8.354  | PARK Byeong-jin |  |  |
| Gangwon                | 1 – 0 | Gwangju              | Chuncheon Song-am Sports Town | 13 de abril | 14:00 | 5.080  | KIM Dae-yong    |  |  |
| Jeonbuk Hyundai Motors | 1 – 1 | Jeju SK              | Mundialista de Jeonju         | 13 de abril | 16:30 | 10.958 | KIM Woo-sung    |  |  |
| Daegu                  | 0 – 1 | Ulsan HD             | iM Bank Park                  | 13 de abril | 16:30 | 12.218 | SEOL Tae-hwan   |  |  |

| Ulsan HD               | 1 – 2 | Gangwon              | Ulsan Munsu           | 19 de abril | 14:00 | 13.536 | KIM Woo-sung    |  |  |
| Gimcheon Sangmu        | 0 – 2 | Daejeon Hana Citizen | Estadio de Gimcheon   | 19 de abril | 16:30 | 2.789  | CHOI Gwang-ho   |  |  |
| Anyang                 | 3 – 1 | Suwon F. C.          | Estadio de Anyang     | 19 de abril | 16:30 | 4.508  | KIM Jong-hyeok  |  |  |
| F. C. Seúl             | 1 – 2 | Gwangju              | Mundialista de Seúl   | 19 de abril | 19:00 | 19.234 | LEE Dong-jun    |  |  |
| Jeju SK                | 2 – 0 | Pohang Steelers      | Mundialista de Jeju   | 20 de abril | 16:30 | 5.531  | KIM Yong-woo    |  |  |
| Jeonbuk Hyundai Motors | 3 – 1 | Daegu                | Mundialista de Jeonju | 20 de abril | 16:30 | 12.897 | CHAE Sang-hyeop |  |  |

| Gwangju              | 2 – 1 | Daegu                  | Mundialista de Gwangju | 9 de abril  | 19:30 | 1.983  | KIM Jong-hyeok  |  |  |
| Suwon F. C.          | 1 – 2 | Jeonbuk Hyundai Motors | Estadio de Suwon       | 26 de abril | 14:00 | 7.131  | SEOL Tae-hwan   |  |  |
| Anyang               | 2 – 1 | Jeju SK                | Estadio de Anyang      | 26 de abril | 16:30 | 5.939  | KO Hyung-jin    |  |  |
| Pohang Steelers      | 1 – 0 | F. C. Seúl             | Pohang Steel Yard      | 27 de abril | 14:00 | 10.984 | KIM Dae-yong    |  |  |
| Gimcheon Sangmu      | 2 – 0 | Ulsan HD               | Estadio de Gimcheon    | 27 de abril | 16:30 | 3.300  | CHAE Sang-hyeop |  |  |
| Daejeon Hana Citizen | 1 – 0 | Gangwon                | Mundialista de Daejeon | 27 de abril | 16:30 | 9.412  | SONG Min-seok   |  |  |

| Ulsan HD             | 3 – 0 | Gwangju                | Ulsan Munsu                   | 2 de mayo | 19:30 | 9.659  | SEOL Tae-hwan |  |  |
| Pohang Steelers      | 1 – 2 | Gimcheon Sangmu        | Pohang Steel Yard             | 2 de mayo | 19:30 | 7.405  | LEE Dong-jun  |  |  |
| Daejeon Hana Citizen | 2 – 1 | Anyang                 | Mundialista de Daejeon        | 3 de mayo | 16:30 | 12.570 | KIM Woo-sung  |  |  |
| Daegu                | 3 – 1 | Jeju SK                | iM Bank Park                  | 3 de mayo | 16:30 | 11.325 | KIM Yong-woo  |  |  |
| F. C. Seúl           | 0 – 1 | Jeonbuk Hyundai Motors | Mundialista de Seúl           | 3 de mayo | 19:00 | 48.008 | SONG Min-seok |  |  |
| Gangwon              | 0 – 0 | Suwon F. C.            | Chuncheon Song-am Sports Town | 3 de mayo | 19:00 | 5.105  | KO Hyung-jin  |  |  |

| Gwangju                | 1 – 0 | Gimcheon Sangmu      | Mundialista de Gwangju | 5 de mayo | 16:30 |  |  |  |  |
| Ulsan HD               | 1 – 1 | Pohang Steelers      | Ulsan Munsu            | 5 de mayo | 16:30 |  |  |  |  |
| Jeonbuk Hyundai Motors | 1 – 1 | Daejeon Hana Citizen | Mundialista de Jeonju  | 6 de mayo | 14:00 |  |  |  |  |
| Jeju SK                | 0 – 3 | Gangwon              | Mundialista de Jeju    | 6 de mayo | 16:30 |  |  |  |  |
| Anyang                 | 1 – 1 | F. C. Seúl           | Estadio de Anyang      | 6 de mayo | 19:00 |  |  |  |  |
| Suwon F. C.            | 2 – 1 | Daegu                | Estadio de Suwon       | 6 de mayo | 19:00 |  |  |  |  |

| Pohang Steelers      | 2 – 0 | Suwon F. C.            | Pohang Steel Yard             | 10 de mayo | 16:30 |  |  |  |  |
| Daejeon Hana Citizen | 0 – 0 | F. C. Seúl             | Mundialista de Daejeon        | 10 de mayo | 19:00 |  |  |  |  |
| Anyang               | 2 – 2 | Daegu                  | Estadio de Anyang             | 10 de mayo | 19:00 |  |  |  |  |
| Jeju SK              | 1 – 2 | Ulsan HD               | Mundialista de Jeju           | 11 de mayo | 16:30 |  |  |  |  |
| Gangwon              | 0 – 4 | Gimcheon Sangmu        | Chuncheon Song-am Sports Town | 11 de mayo | 19:00 |  |  |  |  |
| Gwangju              | 0 – 1 | Jeonbuk Hyundai Motors | Mundialista de Gwangju        | 11 de mayo | 19:00 |  |  |  |  |

| Jeonbuk Hyundai Motors | 2 – 0 | Anyang               | Mundialista de Jeonju         | 17 de mayo | 16:30 |  |  |  |  |
| Gangwon                | 1 – 1 | Ulsan HD             | Chuncheon Song-am Sports Town | 17 de mayo | 19:00 |  |  |  |  |
| Gimcheon Sangmu        | 1 – 1 | Jeju SK              | Estadio de Gimcheon           | 17 de mayo | 19:00 |  |  |  |  |
| Pohang Steelers        | 0 – 1 | Gwangju              | Pohang Steel Yard             | 18 de mayo | 16:30 |  |  |  |  |
| Daegu                  | 0 – 1 | F. C. Seúl           | iM Bank Park                  | 18 de mayo | 16:30 |  |  |  |  |
| Suwon F. C.            | 3 – 0 | Daejeon Hana Citizen | Estadio de Suwon              | 18 de mayo | 19:00 |  |  |  |  |

| Jeju SK              | 0 – 0 | Jeonbuk Hyundai Motors | Mundialista de Jeju    | 23 de mayo | 19:30 |  |  |  |  |
| Anyang               | 0 – 2 | Pohang Steelers        | Estadio de Anyang      | 23 de mayo | 19:30 |  |  |  |  |
| F. C. Seúl           | 1 – 1 | Suwon F. C.            | Mundialista de Seúl    | 24 de mayo | 16:30 |  |  |  |  |
| Ulsan HD             | 3 – 2 | Gimcheon Sangmu        | Ulsan Munsu            | 24 de mayo | 19:00 |  |  |  |  |
| Daejeon Hana Citizen | 2 – 1 | Daegu                  | Mundialista de Daejeon | 24 de mayo | 19:00 |  |  |  |  |
| Gwangju              | 0 – 1 | Gangwon                | Mundialista de Gwangju | 25 de mayo | 16:30 |  |  |  |  |

| Suwon F. C.          | 0 – 1 | Jeju SK                | Estadio de Suwon              | 27 de mayo | 19:30 |  |  |  |  |
| Daejeon Hana Citizen | 1 – 3 | Pohang Steelers        | Mundialista de Daejeon        | 27 de mayo | 19:30 |  |  |  |  |
| Daegu                | 0 – 4 | Jeonbuk Hyundai Motors | iM Bank Park                  | 27 de mayo | 19:30 |  |  |  |  |
| Gimcheon Sangmu      | 0 – 1 | F. C. Seúl             | Estadio de Gimcheon           | 28 de mayo | 19:30 |  |  |  |  |
| Gangwon              | 1 – 3 | Anyang                 | Chuncheon Song-am Sports Town | 28 de mayo | 19:30 |  |  |  |  |
| Gwangju              | 1 – 1 | Ulsan HD               | Mundialista de Gwangju        | 28 de mayo | 19:30 |  |  |  |  |

| F. C. Seúl             | 1 – 3 | Jeju SK              | Mundialista de Seúl   | 31 de mayo | 19:00 |  |  |  |  |
| Jeonbuk Hyundai Motors | 3 – 1 | Ulsan HD             | Mundialista de Jeonju | 31 de mayo | 19:00 |  |  |  |  |
| Anyang                 | 1 – 1 | Daejeon Hana Citizen | Estadio de Anyang     | 31 de mayo | 19:00 |  |  |  |  |
| Gimcheon Sangmu        | 1 – 1 | Suwon F. C.          | Estadio de Gimcheon   | 1 de junio | 19:00 |  |  |  |  |
| Pohang Steelers        | 2 – 1 | Gangwon              | Pohang Steel Yard     | 1 de junio | 19:00 |  |  |  |  |
| Daegu                  | 1 – 1 | Gwangju              | iM Bank Park          | 1 de junio | 19:00 |  |  |  |  |

| Ulsan HD        | 2 – 3 | Daejeon Hana Citizen   | Ulsan Munsu                   | 1 de abril  | 19:30 | 6.902 | SHIN Yong-jun |  |  |
| Gangwon         | 0 – 3 | Jeonbuk Hyundai Motors | Chuncheon Song-am Sports Town | 13 de junio | 19:30 |       |               |  |  |
| Gwangju         | 1 – 3 | F. C. Seúl             | Mundialista de Gwangju        | 13 de junio | 19:30 |       |               |  |  |
| Gimcheon Sangmu | 1 – 0 | Pohang Steelers        | Estadio de Gimcheon           | 14 de junio | 19:00 |       |               |  |  |
| Suwon F. C.     | 1 – 2 | Anyang                 | Estadio de Suwon              | 14 de junio | 19:00 |       |               |  |  |
| Jeju SK         | 2 – 1 | Daegu                  | Mundialista de Jeju           | 14 de junio | 19:00 |       |               |  |  |

| Anyang                 | 0 – 1 | Ulsan HD        | Estadio de Anyang      | 23 de abril | 19:30 | 5.592 | KIM Dae-yong |  |  |
| F. C. Seúl             | 1 – 1 | Gangwon         | Mundialista de Seúl    | 17 de junio | 19:30 |       |              |  |  |
| Jeonbuk Hyundai Motors | 3 – 2 | Suwon F. C.     | Mundialista de Jeonju  | 17 de junio | 19:30 |       |              |  |  |
| Daegu                  | 1 – 1 | Pohang Steelers | iM Bank Park           | 17 de junio | 19:30 |       |              |  |  |
| Jeju SK                | 0 – 1 | Gwangju         | Mundialista de Jeju    | 18 de junio | 19:30 |       |              |  |  |
| Daejeon Hana Citizen   | 0 – 0 | Gimcheon Sangmu | Mundialista de Daejeon | 18 de junio | 19:30 |       |              |  |  |

| Gangwon                | 3 – 0 | Daegu                | Estadio de Gangneung   | 21 de junio | 19:00 |  |  |  |  |
| Pohang Steelers        | 2 – 1 | Jeju SK              | Pohang Steel Yard      | 21 de junio | 19:00 |  |  |  |  |
| Jeonbuk Hyundai Motors | 1 – 1 | F. C. Seúl           | Mundialista de Jeonju  | 21 de junio | 19:00 |  |  |  |  |
| Gimcheon Sangmu        | 1 – 0 | Anyang               | Estadio de Gimcheon    | 22 de junio | 19:00 |  |  |  |  |
| Gwangju                | 2 – 2 | Daejeon Hana Citizen | Mundialista de Gwangju | 22 de junio | 19:00 |  |  |  |  |
| Ulsan HD               | 2 – 3 | Suwon F. C.          | Ulsan Munsu            | 2 de agosto | 19:00 |  |  |  |  |

| Gimcheon Sangmu      | 1 – 2 | Jeonbuk Hyundai Motors | Estadio de Gimcheon    | 27 de junio | 19:30 |  |  |  |  |
| Daejeon Hana Citizen | 1 – 1 | Jeju SK                | Mundialista de Daejeon | 27 de junio | 19:30 |  |  |  |  |
| Suwon F. C.          | 1 – 2 | Gangwon                | Estadio de Suwon       | 28 de junio | 19:00 |  |  |  |  |
| Anyang               | 1 – 2 | Gwangju                | Estadio de Anyang      | 28 de junio | 19:00 |  |  |  |  |
| F. C. Seúl           | 4 – 1 | Pohang Steelers        | Mundialista de Seúl    | 29 de junio | 19:00 |  |  |  |  |
| Ulsan HD             | 2 – 2 | Daegu                  | Ulsan Munsu            | 12 de julio | 19:00 |  |  |  |  |

| Suwon F. C.     | 2 – 1 | Gwangju                | Estadio de Suwon     | 18 de julio | 19:30 |
| Daegu           | 2 – 3 | Gimcheon Sangmu        | iM Bank Park         | 18 de julio | 19:30 |
| Gangwon         | 2 – 2 | Daejeon Hana Citizen   | Estadio de Gangneung | 19 de julio | 19:00 |
| Pohang Steelers | 2 – 3 | Jeonbuk Hyundai Motors | Pohang Steel Yard    | 19 de julio | 19:00 |
| Jeju SK         | 2 – 0 | Anyang                 | Mundialista de Jeju  | 19 de julio | 19:00 |
| F. C. Seúl      | 1 – 0 | Ulsan HD               | Mundialista de Seúl  | 20 de julio | 19:00 |

| Pohang Steelers        | 1 – 5 | Suwon F. C.          | Pohang Steel Yard      | 22 de julio | 19:30 |
| Gwangju                | 1 – 1 | Gimcheon Sangmu      | Mundialista de Gwangju | 22 de julio | 19:30 |
| Anyang                 | 4 – 0 | Daegu                | Estadio de Anyang      | 22 de julio | 19:30 |
| Ulsan HD               | 1 – 2 | Daejeon Hana Citizen | Ulsan Munsu            | 23 de julio | 19:30 |
| Jeju SK                | 3 – 2 | F. C. Seúl           | Mundialista de Jeju    | 23 de julio | 19:30 |
| Jeonbuk Hyundai Motors | 2 – 0 | Gangwon              | Mundialista de Jeonju  | 23 de julio | 19:30 |

| Gimcheon Sangmu      | 3 – 1 | Jeju SK                | Estadio de Gimcheon    | 26 de julio | 19:00 |
| Suwon F. C.          | 2 – 1 | Anyang                 | Estadio de Suwon       | 26 de julio | 19:00 |
| Gwangju              | 1 – 2 | Jeonbuk Hyundai Motors | Mundialista de Gwangju | 26 de julio | 19:00 |
| Gangwon              | 2 – 2 | Ulsan HD               | Estadio de Gangneung   | 27 de julio | 19:00 |
| Daejeon Hana Citizen | 0 – 1 | F. C. Seúl             | Mundialista de Daejeon | 27 de julio | 19:00 |
| Daegu                | 0 – 1 | Pohang Steelers        | iM Bank Park           | 27 de julio | 19:00 |

| F. C. Seúl             | 2 – 2 | Daegu           | Mundialista de Seúl    | 8 de agosto  | 19:30 |
| Jeonbuk Hyundai Motors | 2 – 1 | Anyang          | Mundialista de Jeonju  | 8 de agosto  | 19:30 |
| Ulsan HD               | 1 – 0 | Jeju SK         | Ulsan Munsu            | 9 de agosto  | 19:30 |
| Gangwon                | 0 – 0 | Gimcheon Sangmu | Estadio de Gangneung   | 9 de agosto  | 19:30 |
| Pohang Steelers        | 1 – 0 | Gwangju         | Pohang Steel Yard      | 10 de agosto | 19:00 |
| Daejeon Hana Citizen   | 3 – 2 | Suwon F. C.     | Mundialista de Daejeon | 10 de agosto | 19:00 |

| Jeju SK                | 0 – 0 | Gangwon              | Mundialista de Jeju          | 15 de agosto | 19:00 |
| Anyang                 | 0 – 1 | Pohang Steelers      | Estadio de Anyang            | 15 de agosto | 19:00 |
| Jeonbuk Hyundai Motors | 3 – 0 | Daegu                | Mundialista de Jeonju        | 16 de agosto | 19:00 |
| Suwon F. C.            | 4 – 2 | Ulsan HD             | Estadio de Suwon             | 16 de agosto | 20:00 |
| Gimcheon Sangmu        | 6 – 2 | F. C. Seúl           | Estadio de Gimcheon          | 17 de agosto | 19:00 |
| Gwangju                | 2 – 0 | Daejeon Hana Citizen | Estadio de fútbol de Gwangju | 17 de agosto | 19:00 |

| Gimcheon Sangmu | – | Suwon F. C.            | Estadio de Gimcheon          | 23 de agosto | 19:00 |
| Gwangju         | – | Gangwon                | Estadio de fútbol de Gwangju | 23 de agosto | 19:00 |
| Daegu           | – | Jeju SK                | iM Bank Park                 | 23 de agosto | 19:00 |
| F. C. Seúl      | – | Ulsan HD               | Mundialista de Seúl          | 24 de agosto | 19:00 |
| Pohang Steelers | – | Jeonbuk Hyundai Motors | Pohang Steel Yard            | 24 de agosto | 19:00 |
| Anyang          | – | Daejeon Hana Citizen   | Estadio de Anyang            | 24 de agosto | 19:00 |

| Ulsan HD             | – | Jeonbuk Hyundai Motors | Ulsan Munsu            | 30 de agosto | 19:00 |
| Daegu                | – | Suwon F. C.            | iM Bank Park           | 30 de agosto | 19:00 |
| Jeju SK              | – | Gwangju                | Mundialista de Jeju    | 30 de agosto | 19:00 |
| F. C. Seúl           | – | Anyang                 | Mundialista de Seúl    | 31 de agosto | 19:00 |
| Gangwon              | – | Pohang Steelers        | Estadio de Gangneung   | 31 de agosto | 19:00 |
| Daejeon Hana Citizen | – | Gimcheon Sangmu        | Mundialista de Daejeon | 31 de agosto | 19:00 |

| Gangwon                | – | F. C. Seúl           | Estadio de Gangneung  | 13 de septiembre | 19:00 |
| Pohang Steelers        | – | Ulsan HD             | Pohang Steel Yard     | 13 de septiembre | 19:00 |
| Jeonbuk Hyundai Motors | – | Daejeon Hana Citizen | Mundialista de Jeonju | 13 de septiembre | 19:00 |
| Anyang                 | – | Jeju SK              | Estadio de Anyang     | 14 de septiembre | 19:00 |
| Gimcheon Sangmu        | – | Daegu                | Estadio de Gimcheon   | 14 de septiembre | 19:00 |
| Suwon F. C.            | – | Gwangju              | Estadio de Suwon      | 14 de septiembre | 19:00 |

| Jeonbuk Hyundai Motors | – | Gimcheon Sangmu | Mundialista de Jeonju  | 20 de septiembre | 16:30 |
| Daejeon Hana Citizen   | – | Daegu           | Mundialista de Daejeon | 20 de septiembre | 19:00 |
| Ulsan HD               | – | Anyang          | Ulsan Munsu            | 21 de septiembre | 16:30 |
| Suwon F. C.            | – | Gangwon         | Estadio de Suwon       | 21 de septiembre | 16:30 |
| F. C. Seúl             | – | Gwangju         | Mundialista de Seúl    | 21 de septiembre | 19:00 |
| Pohang Steelers        | – | Jeju SK         | Pohang Steel Yard      | 21 de septiembre | 19:00 |

| Gangwon         | – | Daejeon Hana Citizen   | Estadio de Gangneung | 27 de septiembre | 14:00 |
| Gimcheon Sangmu | – | Pohang Steelers        | Estadio de Gimcheon  | 27 de septiembre | 16:30 |
| Daegu           | – | Ulsan HD               | iM Bank Park         | 28 de septiembre | 16:30 |
| Jeju SK         | – | Suwon F. C.            | Mundialista de Jeju  | 28 de septiembre | 16:30 |
| Anyang          | – | Gwangju                | Estadio de Anyang    | 28 de septiembre | 16:30 |
| F. C. Seúl      | – | Jeonbuk Hyundai Motors | Mundialista de Seúl  | 28 de septiembre | 19:00 |

| Jeju SK         | – | Jeonbuk Hyundai Motors | Mundialista de Jeju          | 3 de octubre | 14:00 |
| Gwangju         | – | Daegu                  | Estadio de fútbol de Gwangju | 4 de octubre | 14:00 |
| Gimcheon Sangmu | – | Ulsan HD               | Estadio de Gimcheon          | 5 de octubre | 14:00 |
| Pohang Steelers | – | Daejeon Hana Citizen   | Pohang Steel Yard            | 5 de octubre | 14:00 |
| Gangwon         | – | Anyang                 | Estadio de Gangneung         | 5 de octubre | 16:30 |
| Suwon F. C.     | – | F. C. Seúl             | Estadio de Suwon             | 5 de octubre | 16:30 |

| Ulsan HD               | – | Gwangju         | Ulsan Munsu            | 18 de octubre | 14:00 |
| F. C. Seúl             | – | Pohang Steelers | Mundialista de Seúl    | 18 de octubre | 14:00 |
| Daejeon Hana Citizen   | – | Jeju SK         | Mundialista de Daejeon | 18 de octubre | 14:00 |
| Jeonbuk Hyundai Motors | – | Suwon F. C.     | Mundialista de Jeonju  | 18 de octubre | 14:00 |
| Daegu                  | – | Gangwon         | iM Bank Park           | 18 de octubre | 14:00 |
| Anyang                 | – | Gimcheon Sangmu | Estadio de Anyang      | 18 de octubre | 14:00 |

|  | – |
|  | – |
|  | – |
|  | – |
|  | – |
|  | – |

|  | – |
|  | – |
|  | – |
|  | – |
|  | – |
|  | – |

|  | – |
|  | – |
|  | – |
|  | – |
|  | – |
|  | – |

|  | – |
|  | – |
|  | – |
|  | – |
|  | – |
|  | – |

|  | – |
|  | – |
|  | – |
|  | – |
|  | – |
|  | – |

### Jornada 1–22
Los equipos jugaron entre sí dos veces, una vez en casa y otra fuera.
| Local \ Visitante      | ANG | DGU | DHC | GWN | GJU | JJU | JHM | PHS | SEL | GCS | SWN | USH |
| ---------------------- | --- | --- | --- | --- | --- | --- | --- | --- | --- | --- | --- | --- |
| Anyang                 |     | 2–2 | 1–1 | 2–0 | 1–2 | 2–1 | 0–1 | 0–2 | 1–1 | 1–3 | 3–1 | 0–1 |
| Daegu F. C.            | 0–1 |     | 1–2 | 2–1 | 1–1 | 3–1 | 0–4 | 1–1 | 0–1 | 2–3 | 3–1 | 0–1 |
| Daejeon Hana Citizen   | 2–1 | 2–1 |     | 1–0 | 1–1 | 1–1 | 0–2 | 1–3 | 0–0 | 0–0 | 1–0 | 0–2 |
| Gangwon                | 1–3 | 3–0 | 2–2 |     | 1–0 | 0–0 | 0–3 | 2–1 | 0–1 | 0–4 | 0–0 | 1–1 |
| Gwangju                | 2–1 | 2–1 | 2–2 | 0–1 |     | 1–0 | 0–1 | 2–3 | 1–3 | 1–0 | 0–0 | 1–1 |
| Jeju SK                | 2–0 | 2–1 | 1–3 | 0–3 | 0–1 |     | 0–0 | 2–0 | 2–0 | 2–3 | 1–0 | 1–2 |
| Jeonbuk Hyundai Motors | 2–0 | 3–1 | 1–1 | 0–1 | 2–2 | 1–1 |     | 2–2 | 1–1 | 2–1 | 3–2 | 3–1 |
| Pohang Steelers        | 2–1 | 0–0 | 0–3 | 2–1 | 0–1 | 2–1 | 2–3 |     | 1–0 | 1–2 | 2–0 | 1–0 |
| F. C. Seúl             | 2–1 | 3–2 | 2–2 | 1–1 | 1–2 | 1–3 | 0–1 | 4–1 |     | 0–0 | 1–1 | 1–0 |
| Gimcheon Sangmu        | 1–0 | 2–0 | 0–2 | 1–0 | 0–0 | 1–1 | 1–2 | 1–0 | 0–1 |     | 1–1 | 2–0 |
| Suwon F. C.            | 1–2 | 2–1 | 3–0 | 1–2 | 2–1 | 0–1 | 1–2 | 1–1 | 0–0 | 3–2 |     | 1–1 |
| Ulsan HD               | 0–1 | 2–2 | 2–3 | 1–2 | 3–0 | 2–0 | 1–0 | 1–1 | 0–0 | 3–2 | 2–3 |     |

### Jornada 23–33
Los equipos jugarán entre sí una vez.
| Local \ Visitante      | ANG | DGU | DHC | GWN | GJU | JJU | JHM | PHS | SEL | GCS | SWN | USH |
| ---------------------- | --- | --- | --- | --- | --- | --- | --- | --- | --- | --- | --- | --- |
| Anyang                 |     | 4–0 |     |     |     |     |     | 0–1 |     |     |     |     |
| Daegu F. C.            |     |     |     |     |     |     |     | 0–1 |     |     |     |     |
| Daejeon Hana Citizen   |     |     |     |     |     |     |     |     | 0–1 |     | 3–2 |     |
| Gangwon                |     |     |     |     |     |     |     |     |     | 0–0 |     | 2–2 |
| Gwangju                |     |     | 2–0 |     |     |     | 1–2 |     |     | 1–1 |     |     |
| Jeju SK                |     |     |     | 0–0 |     |     |     |     | 3–2 |     |     |     |
| Jeonbuk Hyundai Motors | 2–1 | 3–0 |     | 2–0 |     |     |     |     |     |     |     |     |
| Pohang Steelers        |     |     |     |     | 1–0 |     |     |     |     |     | 1–5 |     |
| F. C. Seúl             |     | 2–2 |     |     |     |     |     |     |     |     |     |     |
| Gimcheon Sangmu        |     |     |     |     |     | 3–1 |     |     | 6–2 |     |     |     |
| Suwon F. C.            | 2–1 |     |     |     |     |     |     |     |     |     |     | 4–2 |
| Ulsan HD               |     |     | 1–2 |     |     | 1–0 |     |     |     |     |     |     |

### Jornada 34–38
Los equipos jugarán entre sí una vez.
| Final A | Final B |